# Scuola nazionale di studi politici e amministrativi
La scuola nazionale di studi politici e amministrativi (SNSPA) (in romeno: Școala Națională de Studii Politice și Administrative) è un istituto di istruzione universitaria statale e istruzione post laurea, con sede a Bucarest, istituito con decisione del governo n. 183 del 21 marzo 1991. Si specializza nella pubblica amministrazione, nelle relazioni internazionali e nelle scienze politiche.
Nel 2011 è stata classificata nella seconda categoria in Romania, quella delle università di istruzione e ricerca scientifica.
A partire dal 1º ottobre 2014 l'attività di SNSPA si svolge nella nuova sede di Bd.Exposition n. 30A
La scuola nazionale di studi politici e amministrativi è organizzata nelle seguenti strutture:
- Facoltà di comunicazione e pubbliche relazioni
- Facoltà di management
- Facoltà di pubblica amministrazione
- Facoltà di scienze politiche
- Dipartimento per le relazioni internazionali e l'integrazione europea